# Naaktvingergekko
De naaktvingergekko (Mediodactylus kotschyi) is een hagedis die behoort tot de gekko's (Gekkota) en de familie Gekkonidae.

## Naam en indeling
De gekko staat ook wel bekend onder andere Nederlandstalige namen zoals Egeïsche naaktvingergekko. en naaktvingerige gekko.
De wetenschappelijke naam van de soort werd voor het eerst voorgesteld door Franz Steindachner in 1870. Oorspronkelijk werd de wetenschappelijke naam Gymnodactylus kotschyi gebruikt. De soortaanduiding kotschyi is een eerbetoon aan de Oostenrijkse botanist Karl Georg Theodor Kotschy (1813 - 1866).
De gekko heeft vele verouderde wetenschappelijke namen, waarover de literatuur niet altijd eenduidig is. De soort heeft door verschillende wetenschappelijke naamsveranderingen inclusief die van de ondersoorten meer dan 170 synoniemen. De naaktvingergekko behoorde lange tijd tot andere geslachten, zoals Cyrtopodion, Gymnodactylus, Tenuidactylys en Cyrtodactylus.
De naaktvingergekko wordt verdeeld in 26 verschillende ondersoorten. Vroeger was dit aantal nog hoger maar een aantal voormalige ondersoorten wordt tegenwoordig gezien als volwaardige soorten. Voorbeelden zijn Mediodactylus bartoni, Mediodactylus danilewskii en Mediodactylus oertzeni. De ondersoorten verschillen voornamelijk in uiterlijk en verspreidingsgebied, zie voor alle ondersoorten de tabel onderaan dit artikel.

## Uiterlijke kenmerken
De naaktvingergekko is een kleine hagedis van meestal nog geen tien centimeter lengte inclusief staart, de maximale lichaamslengte bedraagt 13,5 cm. De kop is breed en langwerpig, de ogen hebben een verticale pupil. De lichaamskleur is grijs tot grijsbruin en deze soort heeft een kenmerkend bandenpatroon op de rug, wat bestaat uit zwarte witomrande V-vormige dwarsbanden met de punt naar de staart. De buik is geel tot wit van kleur en de staart heeft duidelijke stekels, met name bij de staartwortel. Ook onderaan de flanken en op de poten zitten in een rij enkele tientallen stekelachtige bultjes. Hiermee kan de gekko zich goed vastzetten in een rotsspleet bij verstoring. De juvenielen zijn bruin en hebben donkerbruine tot zwarte vlekjes.
Een opvallend kenmerk van de naaktvingergekko zijn de dunne tenen die een bochtje hebben in het midden en een klein klauwtje aan het einde.

## Levenswijze
De naaktvingergekko is een bodembewonende soort die echter ook goed kan klimmen. Vaak zijn de hagedissen in het donker massaal te vinden op muren bij straatlantaarns om insecten te vangen die op het licht afkomen. Na een zonnebad is de hagedis watervlug. In de zomermaanden is de hagedis 's nachts actief om de warmte overdag te vermijden, maar in de winter komt de hagedis alleen overdag bij zonnig weer tevoorschijn.
Het voedsel bestaat uit kleine ongewervelden zoals insecten en hun larven. Vanwege de relatief eenvoudige levenswijze en algemene voorkomen wordt de soort op grote schaal gevangen voor de handel in exotische dieren en is een populair huisdier in het terrarium.

## Verspreiding en habitat

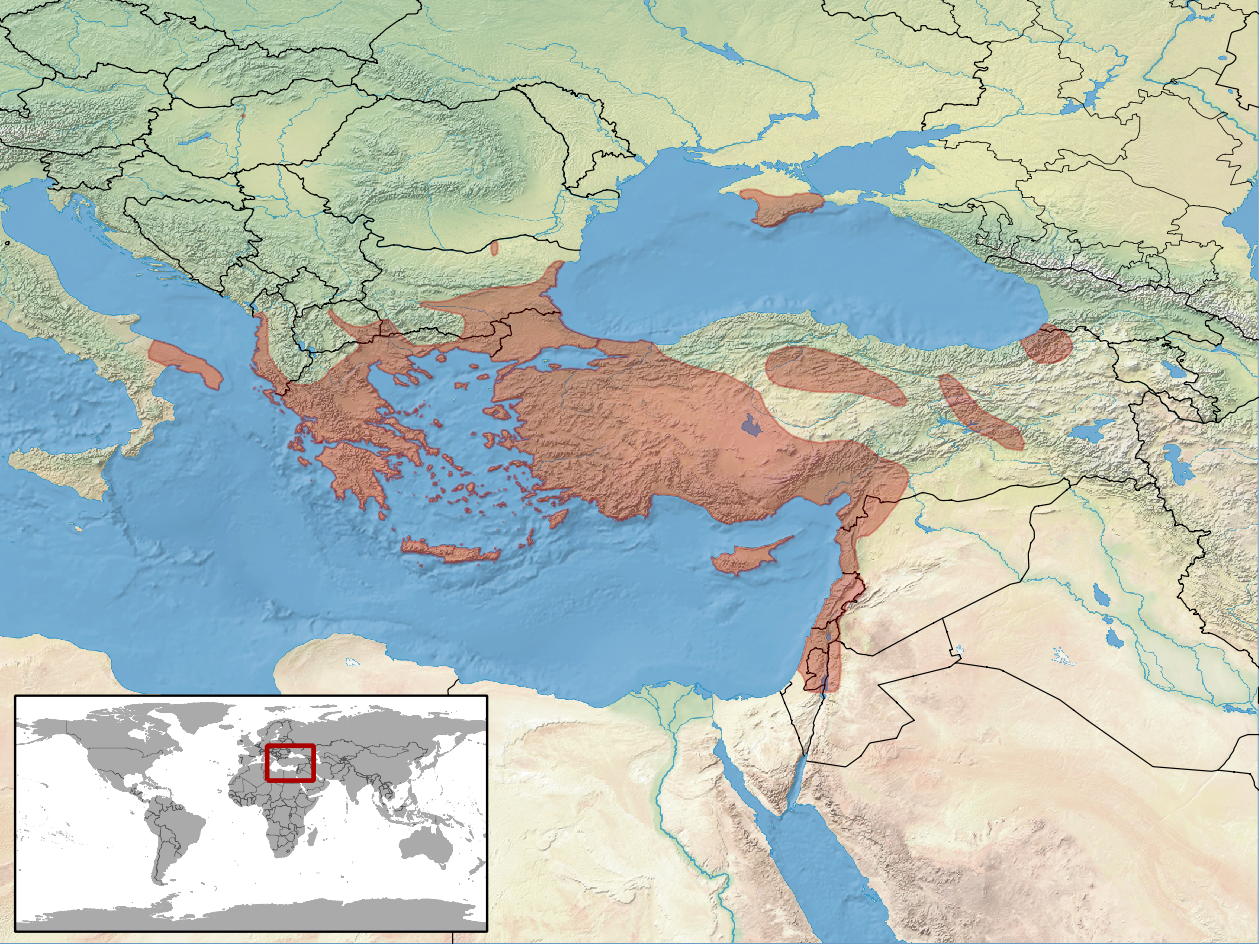
Leefgebied

De naaktvingergekko komt in Europa voor in het zuiden; in de landen Italië, Albanië, Macedonië, Servië, Bulgarije, Griekenland, Turkije, Cyprus en Syrië. In de landen die tot het verspreidingsgebied behoren komt de naaktvingergekko soms in een zeer klein deel voor. In Bulgarije bijvoorbeeld komt de soort alleen in het zuiden voor en in Servië is de gekko zelfs alleen bekend van een enkel dorp; het zuidelijk gelegen Prizren. In Griekenland komt de naaktvingergekko voor op een zeer groot aantal eilanden, te weten Amathia, Anaphi, Antiparos, Astropalia, Cycladen, Chios, Despotiko, Gaidaronisi, Gavdos, Glaropunta, Hydra, Kalymnos, Karpathos, Kasos, Kasos, Kepallonia, Kinaros, Kreta, Lesbos, Levitha, Limnos, Makaria, Megalo, Mikro, Milos, Ofidusa, Ovriokastro, Panteronisi, Phtheno, Preza, Salamis, Samos, Samothrake, Spiridonisi, Sporaden, Strongylo, Syrina, Tourlos en Tria Nisia. Ook in Hongarije komt de gekko voor, maar hier is de soort uitgezet en ook in delen van Italië komen uitgezette exemplaren voor.
De habitat bestaat uit mediterraanse scrublands en rotsige omgevingen. Ook in door de mens aangepaste streken zoals plantages, landelijke tuinen, stedelijke gebieden, akkers en weilanden kan de hagedis worden gevonden. De soort is aangetroffen op een hoogte van maximaal 1700 meter boven zeeniveau.

## Beschermingsstatus
Door de internationale natuurbeschermingsorganisatie IUCN is de beschermingsstatus 'veilig' toegewezen (Least Concern of LC).

## Ondersoorten
De ondersoorten zijn onderstaand weergegeven, met de auteur en het verspreidingsgebied.
| Naam                                    | Auteur                 | Verspreidingsgebied                                            |
| --------------------------------------- | ---------------------- | -------------------------------------------------------------- |
| Mediodactylus kotschyi adelphiensis     | Beutler & Gruber, 1977 | Griekenland                                                    |
| Mediodactylus kotschyi beutleri         | Baran & Gruber, 1981   | Turkije                                                        |
| Mediodactylus kotschyi bibroni          | Beutler & Gruber, 1977 | Griekenland, Albanië, landen uit voormalig Joegoslavië, Italië |
| Mediodactylus kotschyi bolkarensis      | Rösler, 1994           | Turkije                                                        |
| Mediodactylus kotschyi buchholzi        | Beutler & Gruber, 1977 | Griekenland                                                    |
| Mediodactylus kotschyi ciliciensis      | Baran & Gruber, 1982   | Turkije                                                        |
| Mediodactylus kotschyi colchicus        | Nikolsky, 1902         | Turkije                                                        |
| Mediodactylus kotschyi concolor         | Bedriaga, 1882         | Griekenland                                                    |
| Mediodactylus kotschyi fitzingeri       | Štěpánek, 1937         | Cyprus                                                         |
| Mediodactylus kotschyi fuchsi           | Beutler & Gruber, 1977 | Griekenland                                                    |
| Mediodactylus kotschyi kalypsae         | Štěpánek, 1939         | Griekenland                                                    |
| Mediodactylus kotschyi karabagi         | Baran & Gruber, 1981   | Turkije                                                        |
| Mediodactylus kotschyi kotschyi         | Steindachner, 1870     | Griekenland                                                    |
| Mediodactylus kotschyi lycaonicus       | Mertens, 1952          | Turkije                                                        |
| Mediodactylus kotschyi maculatus        | Bedriaga, 1882         | Griekenland                                                    |
| Mediodactylus kotschyi ponticus         | Baran & Gruber, 1982   | Turkije                                                        |
| Mediodactylus kotschyi rumelicus        | Müller, 1940           | Bulgarije                                                      |
| Mediodactylus kotschyi saronicus        | Werner, 1937           | Griekenland                                                    |
| Mediodactylus kotschyi schultzewestrumi | Beutler & Gruber, 1977 | Griekenland                                                    |
| Mediodactylus kotschyi skopjensis       | Karaman, 1965          | Noord-Macedonië                                                |
| Mediodactylus kotschyi solerii          | Wettstein, 1937        | Griekenland                                                    |
| Mediodactylus kotschyi stepaneki        | Wettstein, 1937        | Griekenland                                                    |
| Mediodactylus kotschyi syriacus         | Štěpánek, 1937         | Turkije, Syrië                                                 |
| Mediodactylus kotschyi tinensis         | Beutler & Frör, 1980   | Griekenland                                                    |
| Mediodactylus kotschyi unicolor         | Wettstein, 1937        | Griekenland                                                    |
| Mediodactylus kotschyi wettsteini       | Štěpánek, 1937         | Kreta                                                          |